# Aphelandra hymenobracteata
Aphelandra hymenobracteata är en akantusväxtart som beskrevs av Profice. Aphelandra hymenobracteata ingår i släktet Aphelandra och familjen akantusväxter. Inga underarter finns listade i Catalogue of Life.